# 飘香剑雨 (电视剧)
《飘香剑雨》（英語：The Lost Swordship），2018年中国大陆武侠古装剧。由吴优、任言愷领衔主演，本剧改编自作家古龙的同名小说，爱奇艺于2018年2月8日首播。

## 劇情概要
江湖異教天爭教教主武功高強，手段兇殘，與大老闆楊傲天合作收集神兵利器。伊風的妻子薛若壁被天爭教擄走，意在｢飄香一劍｣及劍譜。豈料薛若壁是天爭教教主，伊風為此失去一臂；後幸好得顏子仲以青魔手特性接臂，並加入聚賢山莊與天爭教抗衡，在這過程中，與孫敏產生情愫，同時擁有了鐘靜、唐純等好友，並接受聚賢山莊老李的指點。然而因為大老闆的陰謀，伊風失去了眾多好友；悲痛之下，與孫敏等人合作和楊傲天決一死戰。

## 播出时间
| 频道         | 所在地   | 播映日期      | 播出时间 | 备注 |
| ------------ | -------- | ------------- | -------- | ---- |
| 爱奇艺       | 中国大陆 | 2018年2月8日  |          |      |
| 愛奇藝台灣站 | 臺灣     | 2018年2月8日  |          |      |
| MCOT HD      | 泰國     | 2020年4月25日 |          |      |
| MCOT HD      | 泰國     | 2021年9月3日  |          |      |

## 演员列表

### 主要演员
| 演員   | 配音     | 角色 | 介紹 |
| 吴优   | 李诗萌   | 孙敏 | 外表看似冷豔，但善解人意。有記憶以來便跟隨老李在聚賢山莊學藝。一開始為了顧全大局，同意身份成迷的伊風加入聚賢山莊。隨著深入瞭解，得知伊風和妻子薛若璧的前塵往事。看著伊風為救妻子一次次獨自挑戰天爭教，孫敏選擇埋葬自己的心意，與伊風並肩抗擊天爭教。百曉生候選人。 |
| 任言愷 | 陈张太康 | 伊风 | 原名呂南人，實為天爭教創教人，上官金虹的徒弟，｢飄香一劍｣傳人，得其傳授練就一身絕學。因一場陰謀，妻子薛若壁被天爭教抓走，呂南人改名為伊風行走江湖，想辦法救出妻子，為此與聚賢山莊合作。                                                                             |

### 其他演员
| 演員   | 配音   | 角色   | 介紹 |
| 刘玫麟 | 申秋香 | 萧南萍 | 蕭十一郎的後人，也是江湖第一美女。因為｢割鹿刀｣，蕭家被天爭教屠殺，只留她一人。蕭南萍無處可去，便與唐純一同加入聚賢山莊，為武林正道效命。 父親去世前，曾交代“誰能拔出割鹿刀，便是你的丈夫”，當鐘靜拔出割鹿刀，便對他一見鍾情。 |
| 高广泽 | 杨天翔 | 钟静   | ｢割鹿刀」主人，為保護武林正道中人奔波。遇見伊風後，將他視為大哥，為其赴湯蹈火，在所不辭。鍾靜暗戀孫敏，但看得出孫敏喜歡的是伊風，於是死了心。 真實身份為朝廷命官徐天佑安插在聚賢山莊的內應「錦衣衛百戶」                      |
| 贾宗超 | 赵毅   | 尤大君 | 伊風的師弟，為人冷傲、桀驁不馴、沉默寡言，在天爭教中擔任祭酒之職。尤大君領命尋找｢割鹿刀｣，並屠殺蕭家人。當尤大君遇到蕭南萍時，卻對她一見鍾情，與她展開了一段似有還無的正邪矛盾愛情。                                          |
| 肖燕   | 徐佳琦 | 唐纯   | 唐門後人，得到父親真傳，通曉各種暗器及武器的構造，而且天文地理無所不知。為人十分單純，仗義甚至有點直腸子。唐純加入聚賢山莊後，為武林正道而奔波。暗戀著顏子仲。                                                                |
| 陈颢文 | 宣晓鸣 | 李尋歡 | 聚賢山莊掌門人，老李探花。 |
| 宋铭宇 |        | 丁忧   | ｢霸王槍｣傳人 |
| 汤晶晶 | 张喆   | 薛若壁 | 伊風的師妹，亦是伊風心愛的妻子。因為楊傲天的威脅，薛若壁設計師弟凌北修背叛伊風，並讓凌北修抓走自己來要挾伊風學習｢飄香一劍」；隨後，自己代替伊風接掌天爭教教主之位，幫助楊傲天收集神兵利器。                                   |
| 骆明劼 |        | 凌北修 | 伊風的師弟，一位心思城府較深，用情極為專一，一生只愛一個人但無法說出口的俠客。 |
| 陆昱霖 |        | 温候   | ｢疾電銀戟｣傳人 |
| 王博   |        | 顏子仲 | 醫術非凡的大夫，李宜靜的丈夫。為了李宜靜以身試｢青魔手｣之毒，將毒養在體內。 |
| 卓煜茜 | 刘晴   | 李宜静 | 天爭教右使，亦是顏子仲的妻子。天爭教為了得到青魔手之毒而派到顏子仲身邊，後日久生情愛上了顏子仲。 |
| 于洋   |        | 阿三   | 十里酒館老闆，情報販賣者。在婚禮的前一天，得到楊傲天的真實身份而被追殺，爆炸而死。 |
| 王斌   |        | 楊傲天 | 當朝國師，青龍會大老闆，暗中與平南王勾結扶桑人意圖謀權篡位。為了收集神兵利器並大量仿造，背後資助天爭教。 |
| 徐申东 |        | 蕊初   | |